# Jari Ilola
Jari Ilola (Oulu, 24 novembre 1978) è un ex calciatore finlandese, di ruolo centrocampista.